# Большое белое пятно

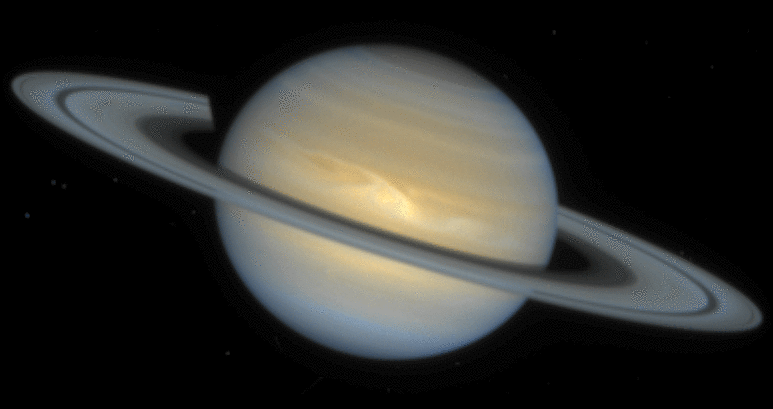
Большое белое пятно

Большое белое пятно, также известное как Большой белый овал — атмосферное образование на Сатурне, названное по аналогии с Большим красным пятном Юпитера, появляется в атмосфере планеты с периодичностью примерно раз в 29,5 лет.
Пятно представляет собой периодические шторма, достаточно большие, чтобы быть видимыми в телескоп с Земли по их характерному проявлению в белом цвете. Эти пятна могут достигать размером нескольких тысяч километров. В настоящее время большая лента белых облаков окружает Сатурн с 2010 года. Отслеживалась орбитальным аппаратом Кассини-Гюйгенс.

## Появление
Этот феномен проявляется периодически, через промежутки в 28,5 года[уточнить], когда северное полушарие Сатурна сильнее всего наклоняется к Солнцу.
- 1876 — Наблюдалось Асафом Холлом. Он использовал белое пятно для определения периода обращения планеты вокруг своей оси.
- 1903 — наблюдалось Эдвардом Эмерсоном Барнардом.
- 1933 — наблюдалось Уиллом Хеем, актёром-комиком и астрономом-любителем.
- 1960 — наблюдалось JH Botham (Южная Африка).
- 1990 — наблюдалось Стюартом Уилбером с 24 сентября по ноябрь.
- 1994 — изучалось наземными обсерваториями и телескопом «Хаббл».
- 2006 — наблюдалось Erick Bondoux и Jean-Luc Dauvergne.
- 2010 — наблюдалось Anthony Wesley.

## Причины
В 2013 году были опубликованы данные, что причиной феномена является некий источник энергии, скрытый под слоями сплошной облачности. Инфракрасная съемка показала, что воздействие этой энергии привело к тому, что облака поднялись на 44 километра выше обычного уровня, а температура верхних слоев атмосферы повысилась на 60 градусов. В результате нагретые газы были вынесены конвективными потоками в верхние слои атмосферы, где столкнулись с постоянно дующими ветрами.